# Rodrigo Lopes (político)
Rodrigo Lopes (Andradas), é um político brasileiro, filiado ao UNIÃO. Nas eleições de 2022, foi eleito deputado estadual por MG.